# LAHAT (ミサイル)
LAHATは、イスラエル・エアロスペース・インダストリーズ（IAI）社が開発した対戦車ミサイル。

## 概要
弾体が小型軽量で、ロイヤル・オードナンス L7など105mm口径の戦車砲から発射可能である特徴を持つ（スペーサーの装着により120mm砲でも発射可能）。誘導方式はセミアクティブ・レーザー・ホーミング（SALH）方式で、レーザー目標指示装置から目標に照射されたレーザーを探知・追尾する。発射した車輌以外のレーザー照準装置からの誘導も可能。弾頭はタンデム式成形炸薬弾となっており、均質圧延鋼装甲（RHA）換算で800mm厚の貫通能力を持つ。信管の起爆モードを切り替える事で、対戦車ヘリコプターやソフトスキン（ジープやトラックなどの非装甲車両）に対しても有効である。
同国の国産主力戦車メルカバの最新型Mk 4には標準で運用能力が備えられている他、レーザー照準装置と弾頭データ入力装置を増設する事で105mm・120mm砲を装備する他の戦車でも運用可能である。また、専用の4連装発射機も用意されており、全弾装備状態でも75kgと軽量であるため、あらゆる車両やヘリコプターなどでの搭載・運用が可能である。こうした汎用性の高さを売りに世界各国へ活発なセールスを行っており、ラインメタル社がレオパルト1戦車の能力向上キットに採用したほか、アメリカ軍でも無人航空機（UAV）での運用試験が進められている。
名称は英語のLAser Homing Anti-Tankの略とヘブライ語の「雷」との掛け合わせである。

## 運用国
- イスラエル - 主力戦車メルカバ
- インド - 主力戦車アージュン、Tank EX